# Von Cowboys, Sheriffs und Banditen
Von Cowboys, Sheriffs und Banditen ist eine Zusammenstellung der vier Westernserien The Westerner, Law of the Plainsman, Black Saddle und Johnny Ringo, die von 1972 bis 1973 im Vorabendprogramm des ZDF erstmals ausgestrahlt wurde.

## Handlung

### The Westerner
Dave Blassingame (Brian Keith) ist ein Cowboy und Herumtreiber, der mit einer Waffe und seinen Fäusten umgehen kann. Er reist durch ein oft gesetzloses Land und versucht, genug Geld zusammenzukriegen, um seine eigene Ranch zu kaufen.

### Law of the Plainsman
Sam Buckhart (Michael Ansara) ist ein Apache, der einem Offizier der US-Kavallerie nach einem Hinterhalt der Indianer das Leben rettete. Als der Offizier stirbt, hinterlässt er Sam Geld, das er für eine Ausbildung an Privatschulen und der Harvard University verwendet. Nach der Schule kehrt er nach New Mexico zurück, wo er als Deputy Marshal für Marshal Andy Morrison (Dayton Lummis) arbeitet. Buckhart lebt in einer von Martha Commager (Nora Marlowe) geführten Pension. Eine weitere Figur ist die achtjährige Tess Wilkins (Gina Gillespie), ein Waisenkind, das von Buckhart gerettet wurde.

### Black Saddle
Clay Culhane (Peter Breck) ist ein Revolverheld, der Anwalt wird, nachdem seine beiden Brüder bei einem Überfall getötet wurden. Clay wird schwer verletzt, überlebt aber dank eines Mannes namens McKinney, der ihn wieder gesund pflegt und der sich als ehemaliger Richter entpuppt, der sich zur Ruhe setzte, nachdem er einen seiner eigenen Söhne wegen Mordes zum Tode verurteilt hatte. Unter McKinney beschließt Culhane, seinem Leben eine andere Richtung zu geben, studiert die Rechtsbücher des Richters und wird von ihm in Gerichtsverfahren unterrichtet. Ein Jahr später besteht er eine mündliche Prüfung und wird Anwalt. Sein Mentor wird dann von dessen anderem Sohn umgebracht, der seinen Vater dafür hasst, dass er seinen Zwillingsbruder zum Tode verurteilt hat.

### Johnny Ringo
Johnny Ringo (Don Durant) legt sein Leben als Revolverheld beiseite und wird Sheriff des fiktiven Velardi im Arizona-Territorium. Ringo hat zwei Hilfssheriffs: William Charles Jr., genannt Cully (Mark Goddard), und Case Thomas (Terence De Marney), der auch ein Ladenbesitzer ist und früher der Stadttrinker war. Die Tochter von Case, Laura Thomas (Karen Sharpe), ist die Freundin von Ringo.

## Ausstrahlung
In Deutschland liefen insgesamt 52 Folgen: 6 von The Westerner (im Original 13 Folgen, auf NBC), 15 von Law of the Plainsman (30, auf NBC),  13 von Black Saddle (44, die erste Staffel auf NBC, die zweite auf ABC) und 18 von Johnny Ringo (38, auf CBS). Die Erstausstrahlung war vom 15. März 1972 bis zum 11. April 1973 im ZDF. 1975 wurde die Folge Sam und der Junge aus dem Osten wiederholt, ebenfalls im ZDF. Weitere Wiederholungen erfolgten 1986 auf Sat.1 sowie 1999 auf DF1 Western Movies. Bereits 1965 wurde eine Zusammenstellung der vier Serien unter dem Titel The Westerners im US-amerikanischen Fernsehen gezeigt. Diese wurde durch Moderationssequenzen von Keenan Wynn ergänzt.

## Deutsche Fassung
| Nr. | Deutscher Titel                         | Deutschsprachige Erstausstrahlung (D) | Original-Titel          | Original-Erstausstrahlung (USA) | Original-Serie       |
| --- | --------------------------------------- | ------------------------------------- | ----------------------- | ------------------------------- | -------------------- |
| 01  | Dave und der gestohlene Schatz          | 15. März 1972                         | Treasure                | 18. November 1960               | The Westerner        |
| 02  | Sam und das kleine Mädchen Tess         | 22. März 1972                         | Prairie Incident        | 1. Oktober 1959                 | Law of the Plainsman |
| 03  | Clays erster Client                     | 29. März 1972                         | Client: Travers         | 10. Januar 1959                 | Black Saddle         |
| 04  | Johnny Ringo wird Sheriff               | 5. April 1972                         | The Arrival             | 1. Oktober 1959                 | Johnny Ringo         |
| 05  | Sam und der bekehrte Bandit             | 12. April 1972                        | Full Circle             | 8. Oktober 1959                 | Law of the Plainsman |
| 06  | Dave, Smith und ein Hund namens Brown   | 19. April 1972                        | Brown                   | 21. Oktober 1960                | The Westerner        |
| 07  | Clay und der Fall McQueen               | 3. Mai 1972                           | Client: McQueen         | 24. Januar 1959                 | Black Saddle         |
| 08  | Johnny Ringo unter Verdacht             | 10. Mai 1972                          | Cully                   | 8. Oktober 1959                 | Johnny Ringo         |
| 09  | Sam und das Greenhorn                   | 17. Mai 1972                          | The Dude                | 3. Dezember 1959                | Law of the Plainsman |
| 10  | Clay und der Fall Dawes                 | 24. Mai 1972                          | Client: Dawes           | 31. Januar 1959                 | Black Saddle         |
| 11  | Johnny Ringo und der Gefangene          | 31. Mai 1972                          | The Posse               | 5. November 1959                | Johnny Ringo         |
| 12  | Dave und Smith stapeln hoch             | 7. Juni 1972                          | The Courting of Libby   | 11. November 1960               | The Westerner        |
| 13  | Sam und der Überfall                    | 14. Juni 1972                         | Passenger to Mescalero  | 29. Oktober 1959                | Law of the Plainsman |
| 14  | Clay und der Fall Tagger                | 21. Juni 1972                         | Client: Tagger          | 14. Februar 1959                | Black Saddle         |
| 15  | Johnny Ringo und die Geisterkutsche     | 28. Juni 1972                         | Ghost Coach             | 12. November 1959               | Johnny Ringo         |
| 16  | Sam und ein gefährlicher Irrtum         | 5. Juli 1972                          | The Innocents           | 10. Dezember 1959               | Law of the Plainsman |
| 17  | Clay hat einen schweren Stand           | 12. Juli 1972                         | Client: Northrup        | 14. März 1959                   | Black Saddle         |
| 18  | Johnny Ringo und sein Freund Cully      | 19. Juli 1972                         | A Killing for Cully     | 22. Oktober 1959                | Johnny Ringo         |
| 19  | Dave mag keine Revolverhelden           | 26. Juli 1972                         | Hand on the Gun         | 23. Dezember 1960               | The Westerner        |
| 20  | Sam und die Begegnung in Santa Fe       | 2. August 1972                        | Appointment in Santa Fe | 19. November 1959               | Law of the Plainsman |
| 21  | Clay und der junge Scharfschütze        | 9. August 1972                        | Client: Banks           | 11. April 1959                  | Black Saddle         |
| 22  | Johnny Ringo und die feindlichen Bürger | 16. August 1972                       | The Accused             | 15. Oktober 1959                | Johnny Ringo         |
| 23  | Sam zwischen Bürgern und Banditen       | 23. August 1972                       | The Gibbet              | 26. November 1959               | Law of the Plainsman |
| 24  | Johnny Ringo und der Wundermann         | 13. September 1972                    | The Rain Man            | 26. November 1959               | Johnny Ringo         |
| 25  | Dave und die mutigen Frauen             | 20. September 1972                    | Ghost of a Chance       | 2. Dezember 1960                | The Westerner        |
| 26  | Sam macht reinen Tisch                  | 27. September 1972                    | Clear Title             | 17. Dezember 1959               | Law of the Plainsman |
| 27  | Clay und das Saloongirl                 | 4. Oktober 1972                       | Client: Reynolds        | 23. Mai 1959                    | Black Saddle         |
| 28  | Johnny Ringo und der Tiger              | 11. Oktober 1972                      | The Cat                 | 3. Dezember 1959                | Johnny Ringo         |
| 29  | Sam in gefährlicher Lage                | 18. Oktober 1972                      | Fear                    | 7. Januar 1960                  | Law of the Plainsman |
| 30  | Clay und das Hotel in Latigo            | 25. Oktober 1972                      | The Hotel               | 23. Oktober 1959                | Black Saddle         |
| 31  | Johnny Ringo und die Lügner             | 8. November 1972                      | The Liars               | 4. Februar 1960                 | Johnny Ringo         |
| 32  | Dave, Smith und das Gemälde             | 15. November 1972                     | The Painting            | 30. Dezember 1960               | The Westerner        |
| 33  | Sam und der Kirchenraub                 | 29. November 1972                     | Endurance               | 14. Januar 1960                 | Law of the Plainsman |
| 34  | Clay und der Fall Warren                | 6. Dezember 1972                      | Client: Peter Warren    | 30. Oktober 1959                | Black Saddle         |
| 35  | Johnny Ringo und die Reno-Brüder        | 13. Dezember 1972                     | The Reno Brothers       | 25. Februar 1960                | Johnny Ringo         |
| 36  | Sam und der fremde Marshal              | 20. Dezember 1972                     | The Imposter            | 4. Februar 1960                 | Law of the Plainsman |
| 37  | Clay und der freigesprochene Mörder     | 27. Dezember 1972                     | Murdock                 | 13. November 1959               | Black Saddle         |
| 38  | Johnny Ringo und der Kopfgeldjäger      | 3. Januar 1973                        | The Raffertys           | 3. März 1960                    | Johnny Ringo         |
| 39  | Sam und der unerwünschte Besuch         | 10. Januar 1973                       | Common Ground           | 11. Februar 1960                | Law of the Plainsman |
| 40  | Johnny Ringo und der wilde Bulle        | 17. Januar 1973                       | Uncertain Vengeance     | 10. März 1960                   | Johnny Ringo         |
| 41  | Clay und die beiden Feinde              | 24. Januar 1973                       | The Penalty             | 22. April 1960                  | Black Saddle         |
| 42  | Sam und die spanische Familie           | 31. Januar 1973                       | Dangerous Barriers      | 10. März 1960                   | Law of the Plainsman |
| 43  | Johnny Ringo wird gejagt                | 7. Februar 1973                       | The Gunslinger          | 24. März 1960                   | Johnny Ringo         |
| 44  | Clay und die unterdrückte Stadt         | 14. Februar 1973                      | End of the Line         | 6. Mai 1960                     | Black Saddle         |
| 45  | Sam und der Junge aus dem Osten         | 21. Februar 1973                      | The Show-Off            | 17. März 1960                   | Law of the Plainsman |
| 46  | Johnny Ringo und der tote Richter       | 28. Februar 1973                      | Judgement Day           | 14. April 1960                  | Johnny Ringo         |
| 47  | Clay und der falsche Sheriff            | 7. März 1973 *                        | Client: Nelson          | 2. Mai 1959                     | Black Saddle         |
| 48  | Johnny Ringo und der Fremde             | 14. März 1973                         | The Stranger            | 19. Mai 1960                    | Johnny Ringo         |
| 49  | Sam und der Kunstschütze                | 21. März 1973                         | Trojan Horse            | 5. Mai 1960                     | Law of the Plainsman |
| 50  | Johnny Ringo und das unfaire Duell      | 28. März 1973                         | Coffin Sam              | 16. Juni 1960                   | Johnny Ringo         |
| 51  | Johnny Ringo und der gefangene Bandit   | 4. April 1973                         | Lobo Lawman             | 23. Juni 1960                   | Johnny Ringo         |
| 52  | Johnny Ringo reitet in die Falle        | 11. April 1973                        | Cave-In                 | 30. Juni 1960                   | Johnny Ringo         |

(*) Die Folge sollte bereits am 6. September 1972 gezeigt werden, entfiel allerdings wegen des Münchner Olympia-Attentats.